# 19e cérémonie des Chicago Film Critics Association Awards
La 19e cérémonie des Chicago Film Critics Association Awards, décernés par la Chicago Film Critics Association, a eu lieu le 26 décembre 2006, et a récompensé les films réalisés dans l'année.

## Palmarès

### Meilleur film
- Les Infiltrés (The Departed)

### Meilleur réalisateur
- Martin Scorsese pour Les Infiltrés (The Departed)
  - Clint Eastwood pour Lettres d'Iwo Jima (Letters from Iwo Jima)

### Meilleur acteur
- Forest Whitaker pour le rôle d'Idi Amin Dada dans Le Dernier Roi d'Écosse (The Last King of Scotland)

### Meilleure actrice
- Helen Mirren pour le rôle d'Élisabeth II dans The Queen

### Meilleur acteur dans un second rôle
- Jackie Earle Haley pour le rôle de Ronnie J. McGorvey dans Little Children

### Meilleure actrice dans un second rôle
- Rinko Kikuchi pour le rôle de Chieko dans Babel

### Acteur le plus prometteur
- Sacha Baron Cohen pour le rôle de Borat dans Borat, leçons culturelles sur l'Amérique au profit glorieuse nation Kazakhstan (Borat: Cultural Learnings of America for Make Benefit Glorious Nation of Kazakhstan)

### Réalisateur le plus prometteur
- Rian Johnson – Brick

### Meilleur scénario original
- The Queen – Peter Morgan
  - Lettres d'Iwo Jima (Letters from Iwo Jima) – Iris Yamashita

### Meilleur scénario adapté
- Brick – Rian Johnson

### Meilleure photographie
- Les Fils de l'homme (Children of Men) – Emmanuel Lubezki
  - Lettres d'Iwo Jima (Letters from Iwo Jima) – Tom Stern

### Meilleure musique originale
- The Fountain – Clint Mansell
  - Lettres d'Iwo Jima (Letters from Iwo Jima) – Kyle Eastwood et Michael Stevens

### Meilleur film en langue étrangère
- Lettres d'Iwo Jima (硫黄島からの手紙) •  États-Unis /  Japon

### Meilleur film documentaire
- Une vérité qui dérange (An Inconvenient Truth)